# Primo protocollo opzionale della convenzione internazionale sui diritti civili e politici
     Stati che hanno firmato e ratificato il Primo protocollo opzionale
     Stati che hanno firmato ma non ratificato il Primo protocollo opzionale
     Stati che non hanno firmato il Primo protocollo opzionale

Stati che hanno firmato e ratificato il Primo protocollo opzionale
Stati che hanno firmato ma non ratificato il Primo protocollo opzionale
Stati che non hanno firmato il Primo protocollo opzionale

Il Primo protocollo opzionale della convenzione internazionale sui diritti civili e politici è un trattato internazionale che prevede la possibilità - per i singoli cittadini dei Paesi aderenti alla Convenzione internazionale sui diritti civili e politici - di indirizzare petizioni individuali all'ICCPR, il Comitato per i diritti umani delle Nazioni Unite. 
È stato adottato dall'Assemblea generale dell'ONU il 16 dicembre 1966, ed è entrato in vigore il 23 marzo 1976. A gennaio 2018 si contavano 35 Stati firmatari e 116 Stati membri. Due tra gli Stati che hanno ratificato il trattato, Giamaica e Trinidad e Tobago, hanno ripudiato il Protocollo.

## Riserve
Alcuni Stati mantengono delle riserve e dichiarazioni interpretative all'applicazione del Primo protocollo opzionale:
- l'Austria non riconosce la giurisdizione dell'ICCPR nel considerare petizioni che sono già state esaminate dalla Corte europea dei diritti dell'uomo.[1]
- Cile, Croazia, El Salvador, Francia, Germania, Guatemala, Malta, Russia, Slovenia, Sri Lanka e Turchia considerano il Primo protocollo opzionale valido solo per i casi che sono sorti dopo l'entrata in vigore del trattato.[1]
- Croazia, Danimarca, Francia, Germania, Islanda, Irlanda, Italia, Lussemburgo, Malta, Norvegia, Polonia, Romania, Russia, Slovenia, Spagna, Sri Lanka, Svezia, Turchia e Uganda non riconoscono la giurisdizione dell'ICCPR nel considerare petizioni che sono già state esaminate attraverso un'altra procedura internazionale.[1]
- Germania e Turchia non riconoscono la giurisdizione dell'ICCPR nell'accogliere petizioni previste dall'articolo 26 del Comitato, riguardante discriminazione ed eguaglianza davanti alla legge, eccetto che per i casi espressamente citati nell'articolo.[1]
- Guyana e Trinidad e Tobago non riconoscono la giurisdizione dell'ICCPR nell'accogliere petizioni riguardanti il loro uso della pena di morte.[1]
- il Venezuela non riconosce la competenza dell'ICCPR nell'accogliere petizioni riguardanti i reati in contumacia di offesa contro la repubblica.[1]